# Пропозиція (звернення громадян)
Пропозиція (зауваження) — звернення громадян, де висловлюються порада, рекомендація щодо діяльності органів державної влади і місцевого самоврядування, депутатів усіх рівнів, посадових осіб, а також висловлюються думки щодо врегулювання суспільних відносин та умов життя громадян, вдосконалення правової основи державного і громадського життя, соціально-культурної та інших сфер діяльності держави і суспільства.
Громадяни України мають право звернутися до органів державної влади, місцевого самоврядування, об'єднань громадян, підприємств, установ, організацій незалежно від форм власності, засобів масової інформації, посадових осіб відповідно до їх функціональних обов'язків із зауваженнями, скаргами та пропозиціями, що стосуються їх статутної діяльності, заявою або клопотанням щодо реалізації своїх соціально-економічних, політичних та особистих прав і законних інтересів та скаргою про їх порушення.
У пропозиції має бути зазначено прізвище, ім'я, по батькові, місце проживання громадянина, викладено суть пропозиції.
Пропозиція може бути усною (викладеною громадянином і записаною посадовою особою на особистому прийомі) чи письмовою, надісланою поштою або переданим громадянином до відповідного органу, установи особисто чи через уповноважену ним особу, якщо ці повноваження оформлені відповідно до чинного законодавства.
Пропозиція може бути подано як окремою особою (індивідуальна), так і групою осіб (колективна).
Пропозиція повинна бути підписано заявником (заявниками) із зазначенням дати.
Пропозиція, оформлена без дотримання цих вимог, повертається заявникові з відповідними роз'ясненнями не пізніш як через десять днів від дня її надходження.